# Sukhoi Su-30MKI
Lo Sukhoi Su-30MKI è un caccia da superiorità aerea sviluppato dalla Sukhoi in collaborazione con la Bhāratīya Vāyu Senā. È il primo velivolo della Sukhoi sviluppato con un collaboratore esterno.

## Storia del progetto
Il velivolo è stato sviluppato impiegando come base il Sukhoi Su-27 in versione UB biposto ed è stato progettato da Alexiy Knyshev. La designazione MK è la sigla russa di Modernizzato Commerciale, mentre la I sta per India. Di fatto, questo modello è stato presentato all'aeronautica militare indiana nel 1996 in competizione con il francese Mirage 2000H. Nonostante le migliori prestazioni di quest'ultimo, il Su-30MKI è stato preferito per l'acquisizione per il suo prezzo più contenuto.
Il 30 novembre 1996 è stato firmato un contratto da oltre un miliardo di dollari per la costruzione di 40 MKI e delle relative parti di ricambio. La fornitura era scaglionata in 4 lotti consegnati tra il 1997 e il 2000. Il contratto prevedeva anche la creazione in territorio indiano di una struttura gestita dalla Sukhoi per la manutenzione in loco dei velivoli. Il primo lotto di 8 velivoli è stato assegnato al 24º Squadron "Hawks" con sede presso l'aeroporto di Lohegaon. I successivi lotti presentavano varie modifiche a livello tecnico ed avionico e sono stati assegnati rispettivamente al 20º Squadron "Lightnings", al 30º  "Rhinos", all'8° "Pursoot"s e al 31º "Lions".
Nel 1998 venne decisa l'acquisizione di altri dieci velivoli originariamente destinati all'Indonesia Tentara Nasional Indonesia Angkatan Udara, anch'essi schierati presso il 24º squadron.
Nel 2000 fu siglato l'accordo con la fabbrica IAPO per la produzione su licenza in India di 140 MKI. Inoltre fu stabilita la creazione della fabbrica HAL Sunabeda per la produzione dei propulsori AL-31FP che equipaggiano i caccia. In totale, ad ottobre 2017, i Su-30 MKI in dotazione all'aeronautica indiana erano 240. Dal 2009 a marzo 2017, sette aerei sono andati distrutti.
Durante le consegne ci sono stati numerosi inconvenienti, in quanto le attrezzature e le parti di ricambio fornite dall'azienda russa erano in molti casi usate o gravemente danneggiate.
Il contratto per l'acquisto per ulteriori 12 aerei, da costruirsi su licenza ed autorizzato dal MoD indiano il 2 luglio 2020, fu, viste le lungaggini della burocrazia indiana, ufficialmente firmato soltanto il 12 dicembre 2024. Questi nuovi aerei furono ordinati come ripiazzi volti a sostituire i dieci esemplari persi in vari incidenti avvenuti nell'arco degli anni dall'entrata in servizio con l'Indian Air Force.

## Tecnica
I caccia, come schema mimetico, utilizzano diversi tipi di colorazione, in quanto l'alto comando ha lasciato potere decisionale alle varie unità per selezionare la tinta più congeniale alle loro esigenze.
Le strutture del velivolo sono realizzate in titanio, leghe di alluminio ad alta resistenza e materiali composti per diminuire il peso complessivo. Gli alloggiamenti dei motori sono dotati di carenature per fornire un profilo aerodinamico continuo con le travi di coda. Stabilità e controllo sono garantiti da un FBW digitale mentre un sistema di alette canard permette al velivolo di portarsi ad elevati angoli d'attacco pari a 60-70°. Durante il volo subsonico, il profilo della curvatura alare viene modificato da un sistema di controllo remoto.
Il mezzo è in grado di trasportare un carico d'armi pari a 8.000 kg, mentre il peso massimo al decollo è di 38.800 kg.
Nella cabina di pilotaggio è stato applicato un sistema di gestione del velivolo denominato Avionique Sextant, il quale implementa un sistema HUD olografico, 6 LCD, 5 MFD-55 e un MFD-66 per la visualizzazione di informazioni e l'inserimento dei comandi. I sei LCD hanno un grande schermo sul quale proiettano diverse immagini e sul quale è applicato un filtro per permettere la visualizzazione anche in controluce. Tutte le informazioni di volo vengono visualizzate su questi display LCD impiegati per il pilotaggio, la navigazione, per la situazione tattica e per le condizioni del velivolo. L'abitacolo conserva anche alcuni display di selezione tradizionali.
L'MKI è dotato di un sistema GPS in grado di funzionare in qualsiasi situazione meteo sia di giorno che di notte. Le apparecchiature di comunicazione comprendono un VHF, diversi apparecchi radio HF e un sistema di telecomunicazione digitale protetta. Ciò permette di comunicare con qualsiasi dispositivo radio nel raggio di 1500 km. In caso di malfunzionamento di uno dei componenti del jet, il sistema interno provvede ad avvisare il pilota tramite testi a video e richiami vocali.
L'abitacolo è fornito di seggiolini eiettabili modello KD-36DM inclinati di 30° per permettere una maggiore protezione ai piloti al momento dell'espulsione. Al loro interno sono stipate alcune razioni alimentari, dell'acqua e una riserva di ossigeno.
Come radar di bordo è stata installata un'unità NIIP NO11M Bars a puntamento integrato. Il radar può funzionare sia in modalità aria-aria che aria-terra, ed ha una portata di 350 km.
L'armamento è costituito da una mitragliatrice GSh-301 e sono disponibili dodici agganci esterni per missili di vario tipo. Nonostante questo enorme carico, il velivolo è in grado di eseguire evoluzioni come il Cobra di Pugačëv.

## Utilizzatori
India
- Bhartiya Vāyu Senā

272 Su-30MKI ordinati e tutti consegnati al giugno 2020. 8 aerei persi dal 2009 al giugno 2018. 40 aerei saranno modificati per consentire il trasporto del missile da crociera BrahMos. Il contratto per l'acquisto di ulteriori 12 aerei (da costruirsi su licenza ed autorizzato dal MoD indiano il 2 luglio 2020) è stato ufficialmente firmato il 12 dicembre 2024. Questi dodici nuovi aerei andranno a rimpiazzare i dieci esemplari persi dall'entrata in servizio.

## Galleria d'immagini

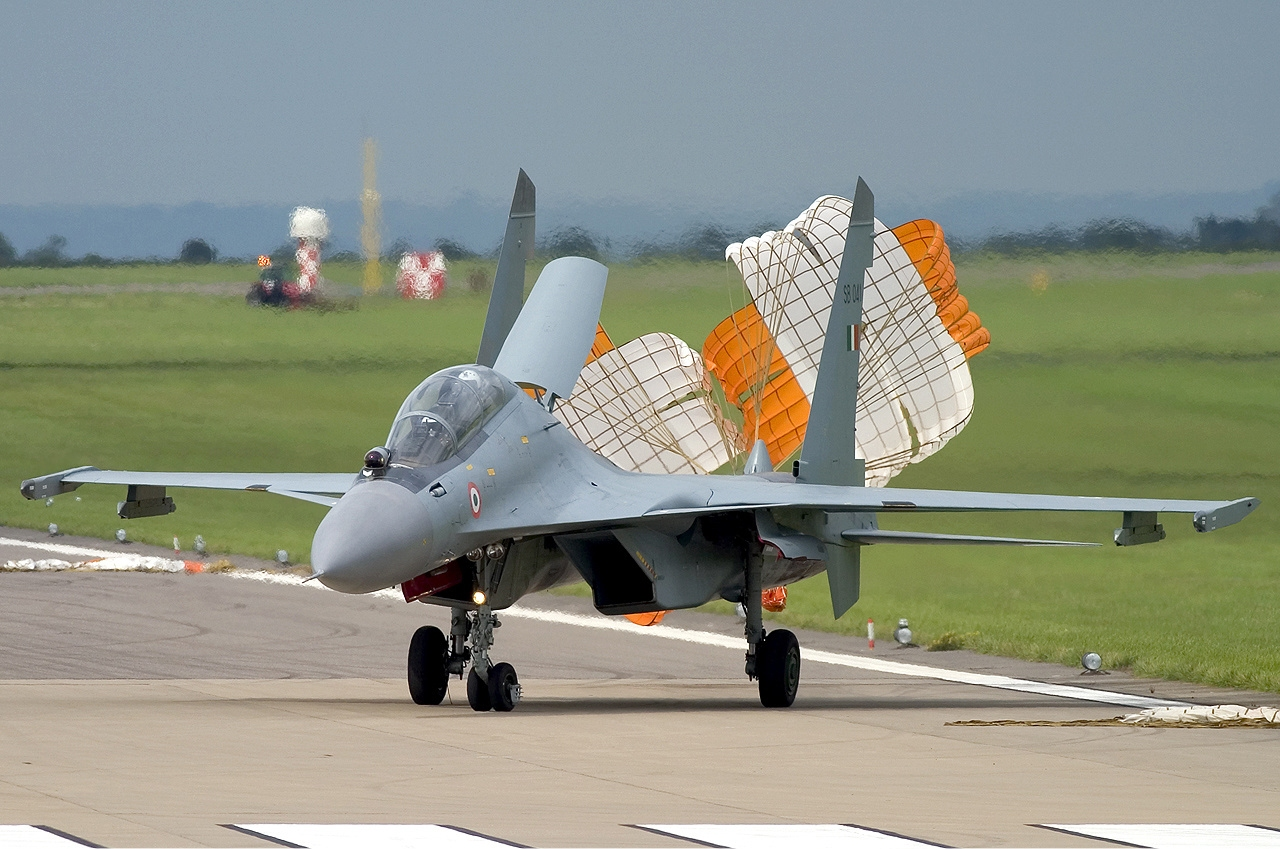
Un MKI in fase di freno con l'ausilio di paracadute
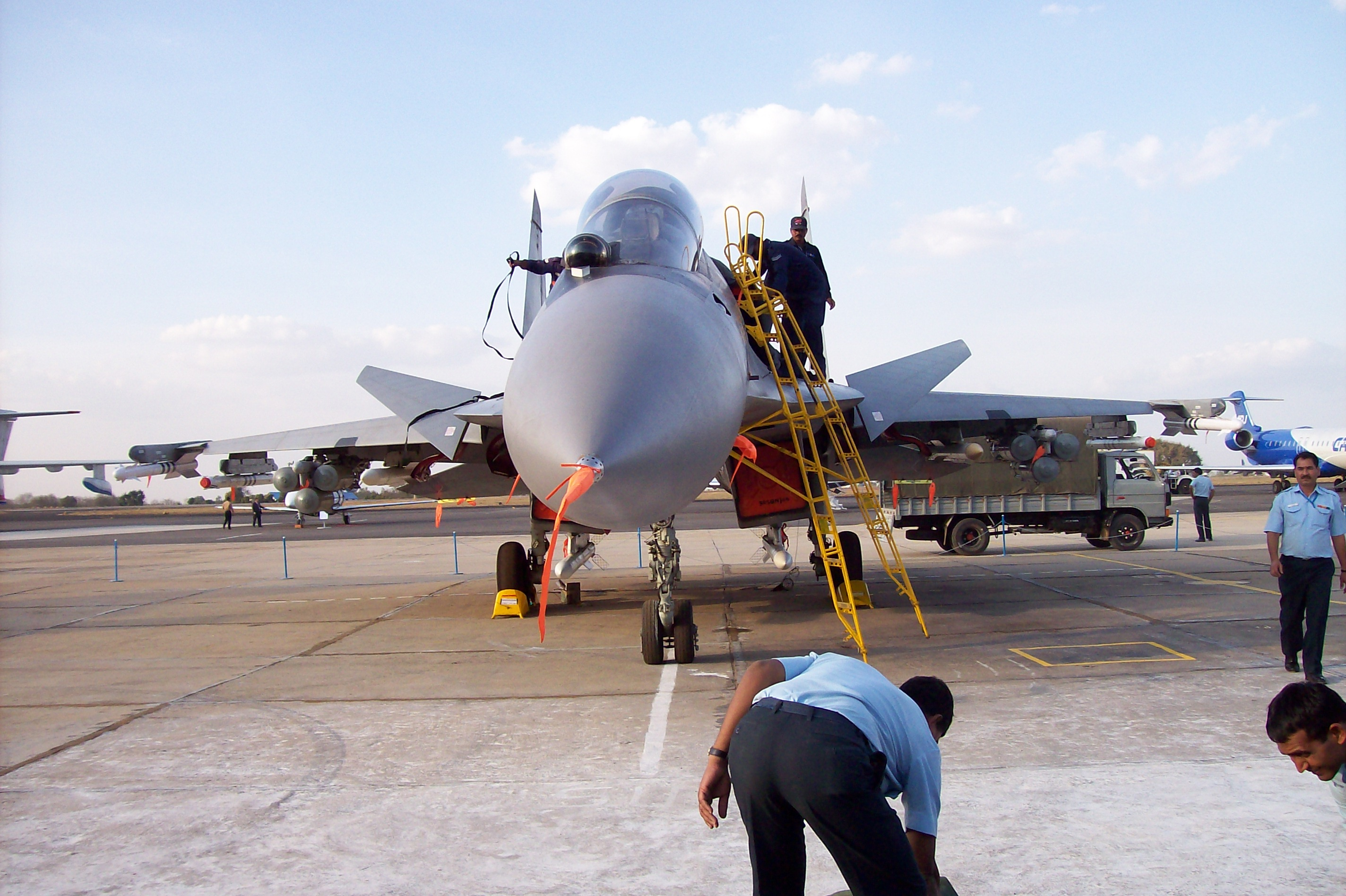
Dettaglio della parte anteriore del velivolo
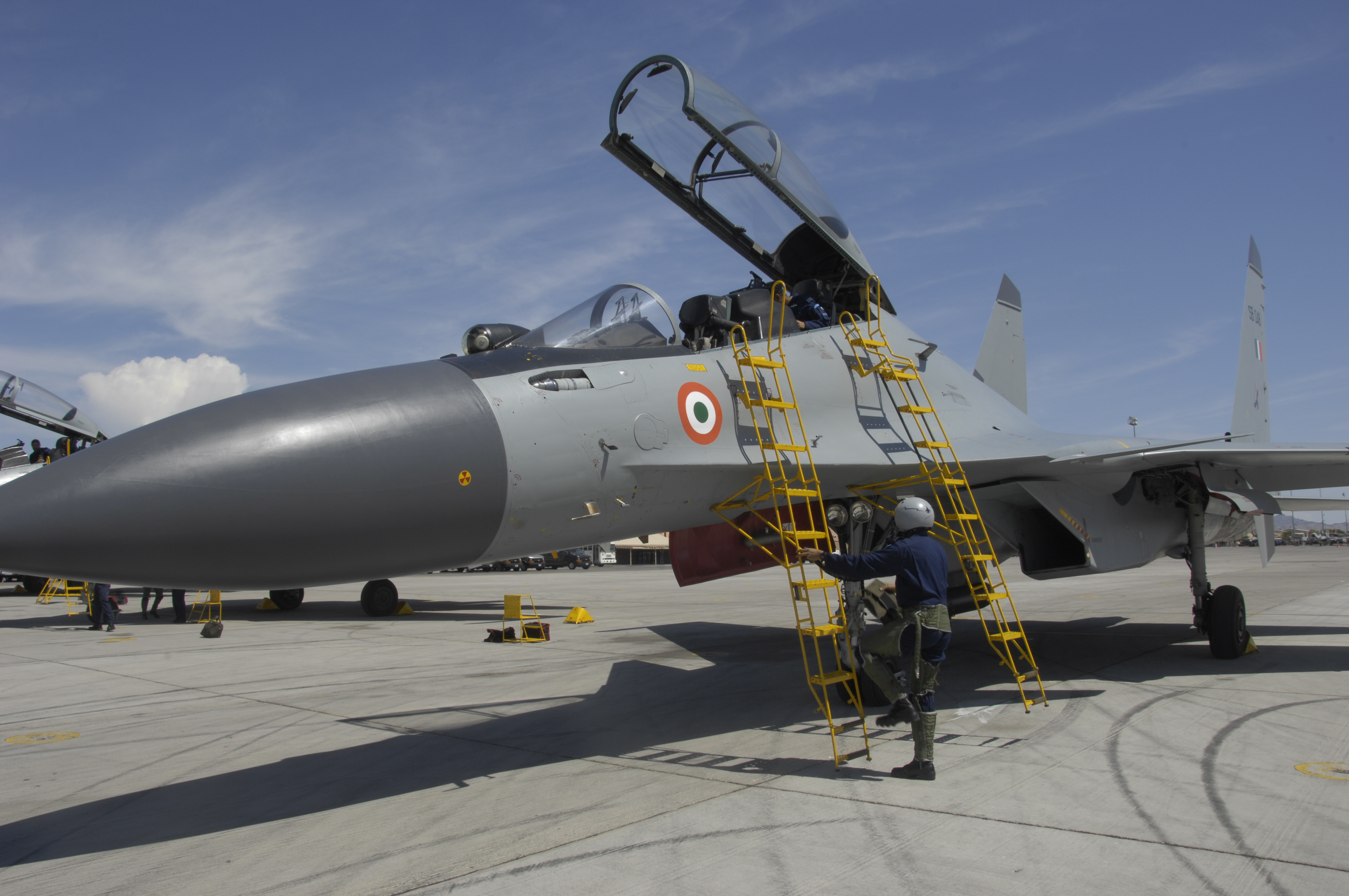
Dettaglio dell'accesso all'abitacolo
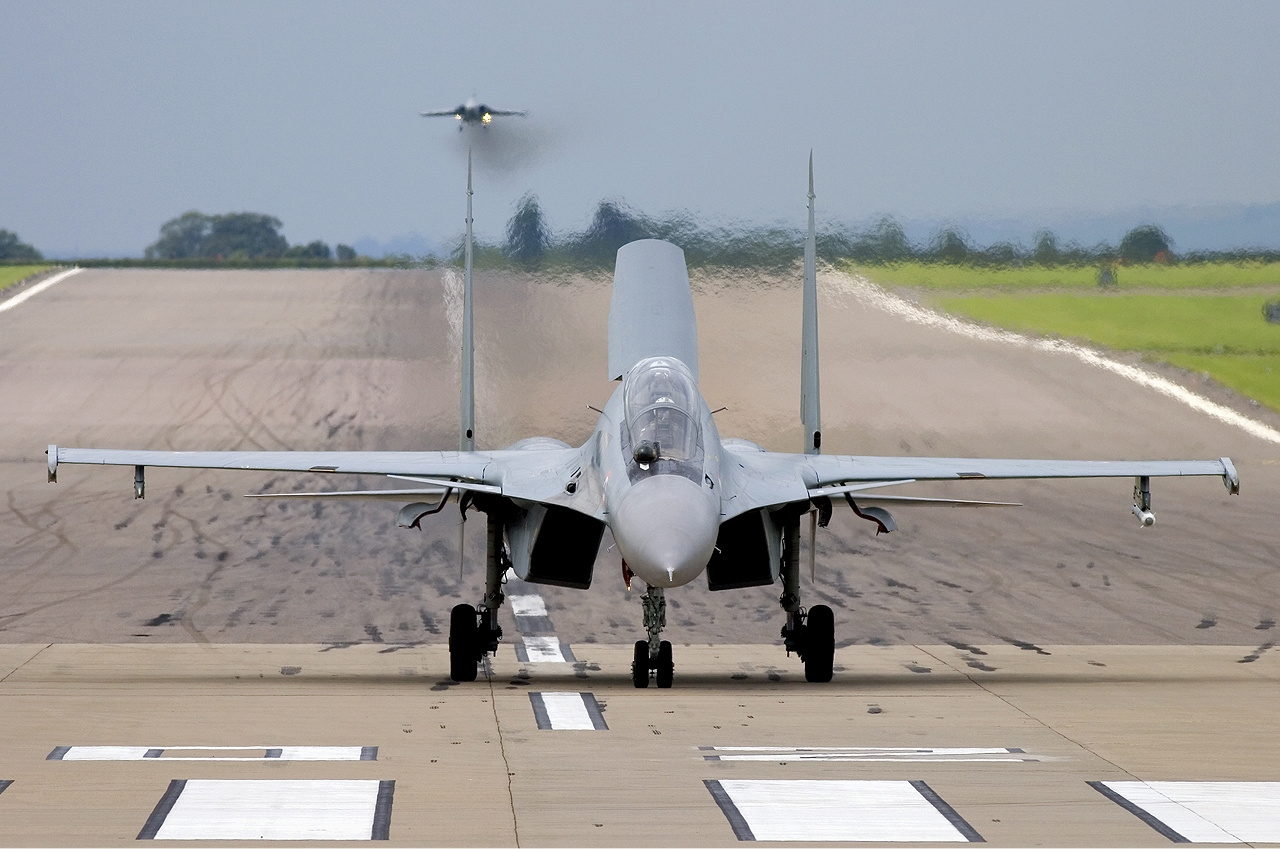
MKI in fase di rullaggio
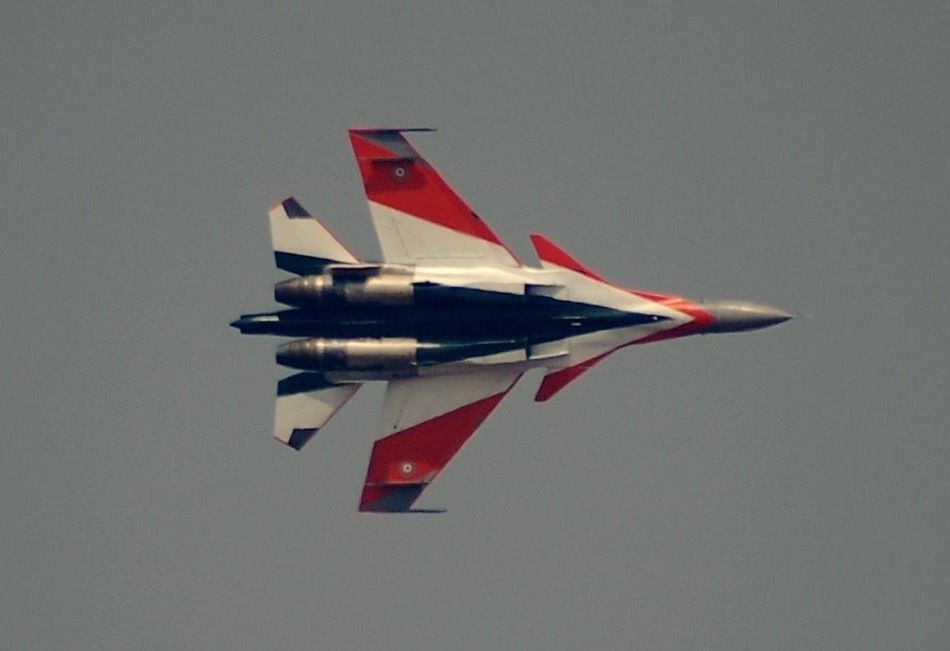
Livrea speciale applicata per l'Aero India 2009
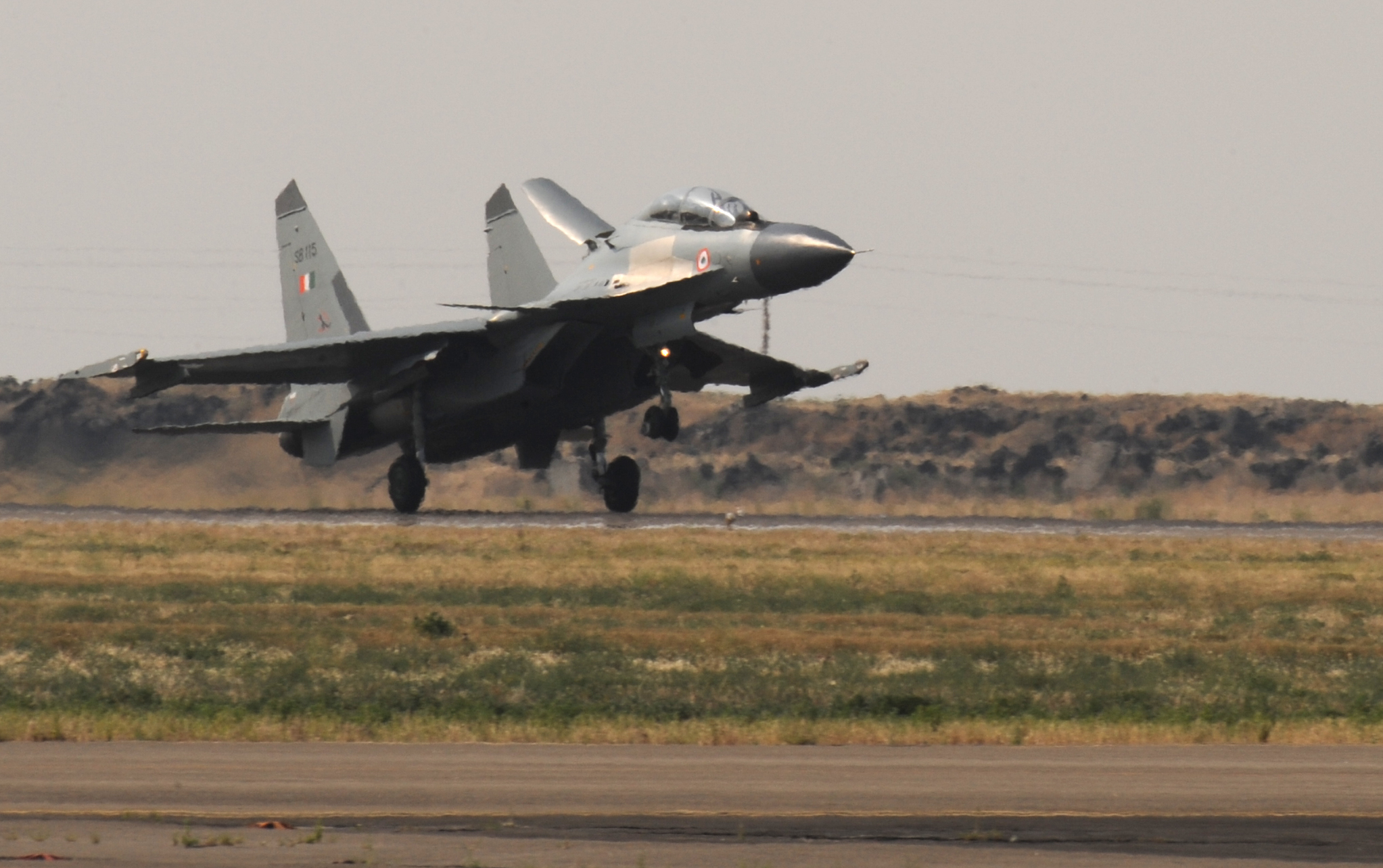
SU-30 MKI in fase di atterraggio
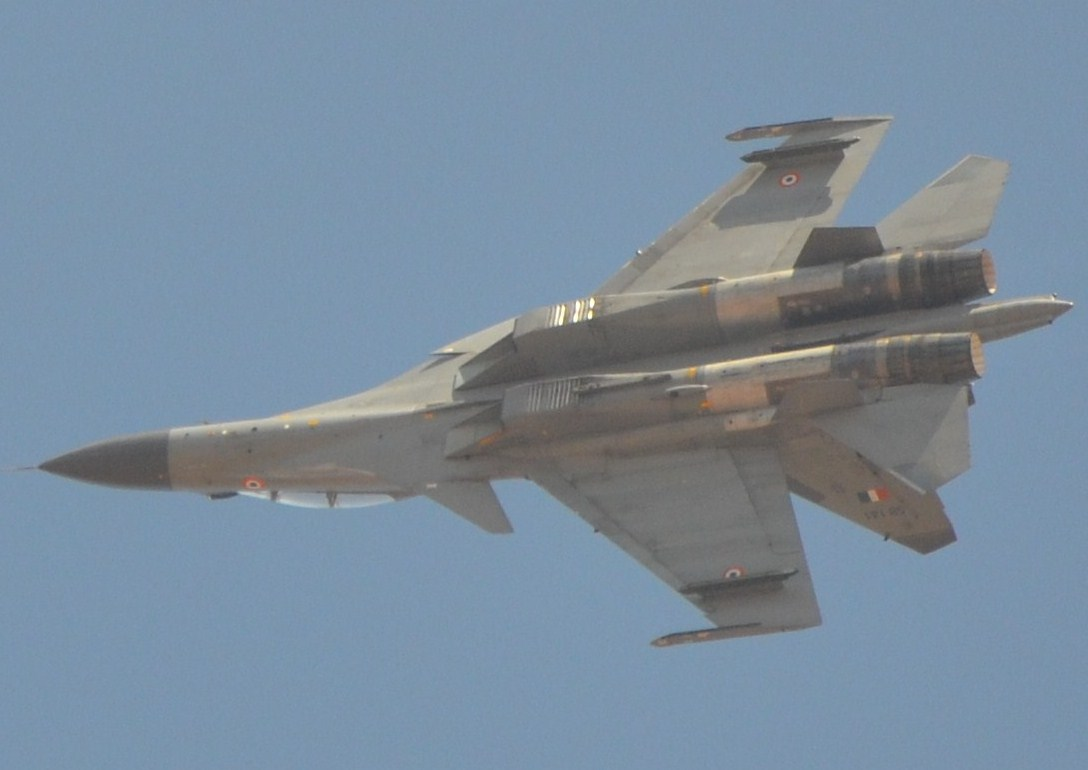
Dettaglio della zona ventrale del Su-30 MKI
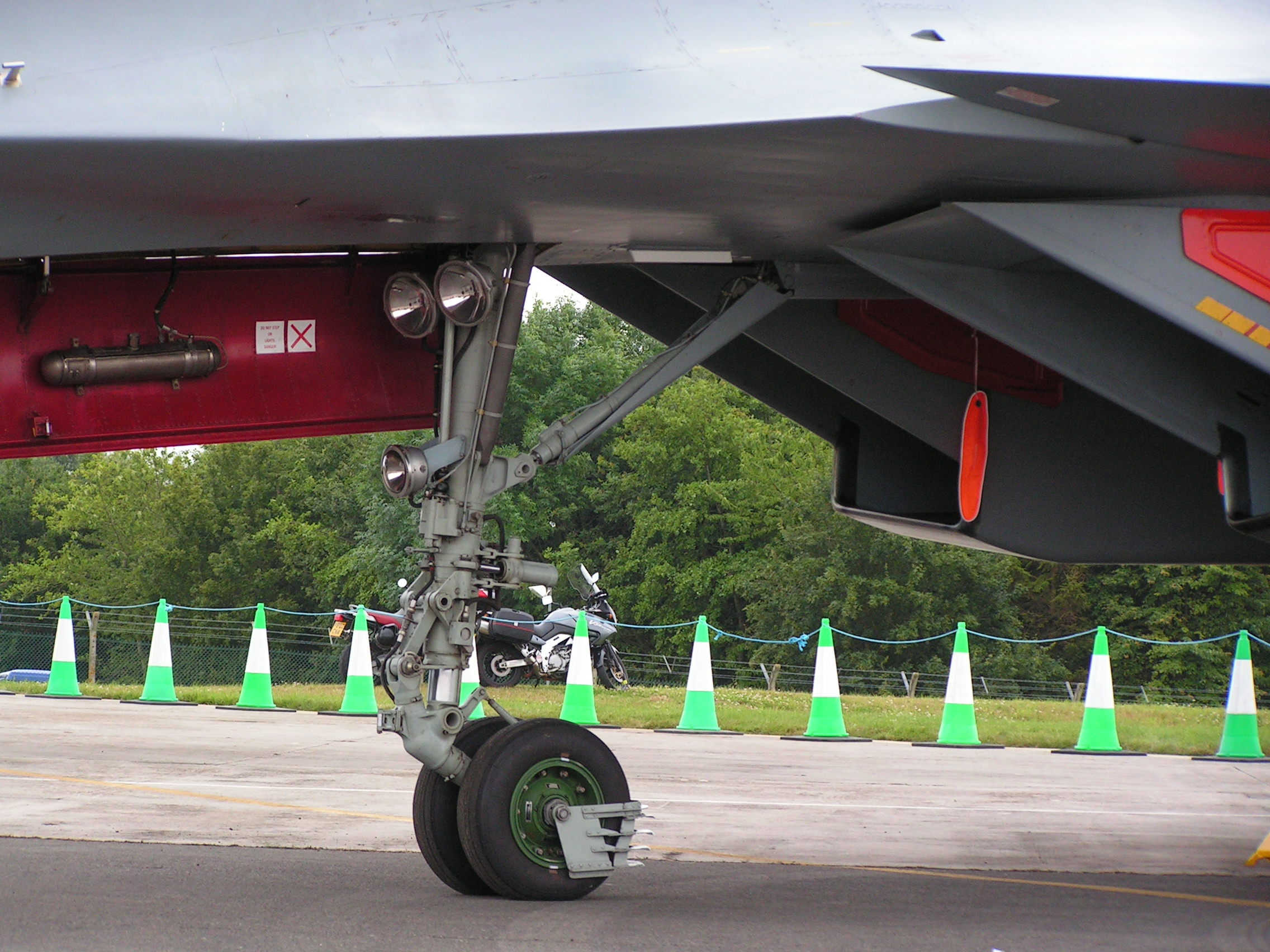
Dettaglio del carrello
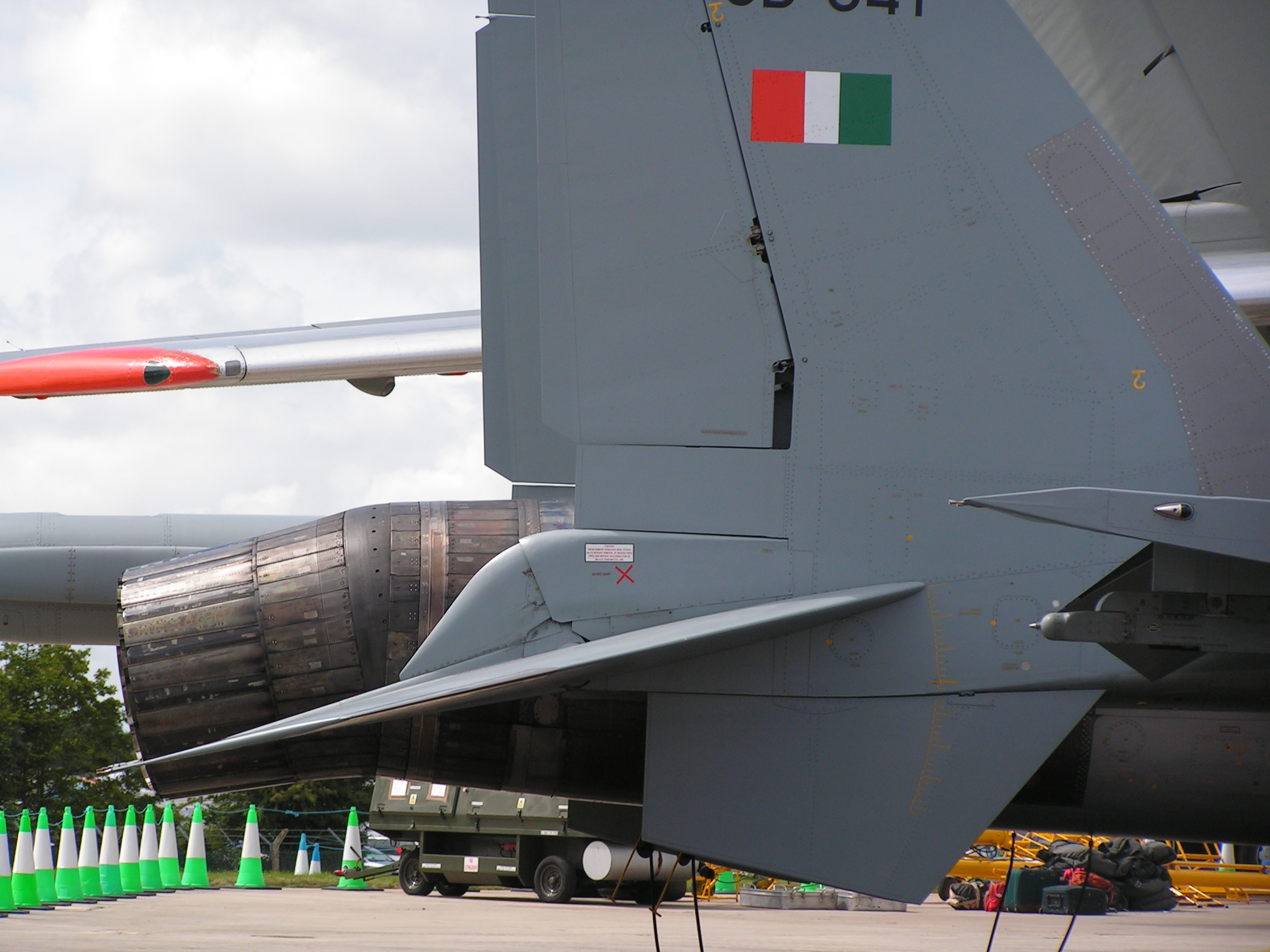
Dettaglio della parte posteriore